# 23178 Ghaben
23178 Ghaben là một tiểu hành tinh vành đai chính với chu kỳ quỹ đạo là 1243.8177077 ngày (3.41 năm).
Nó được phát hiện ngày 28 tháng 5 năm 2000.